# Polytrichum

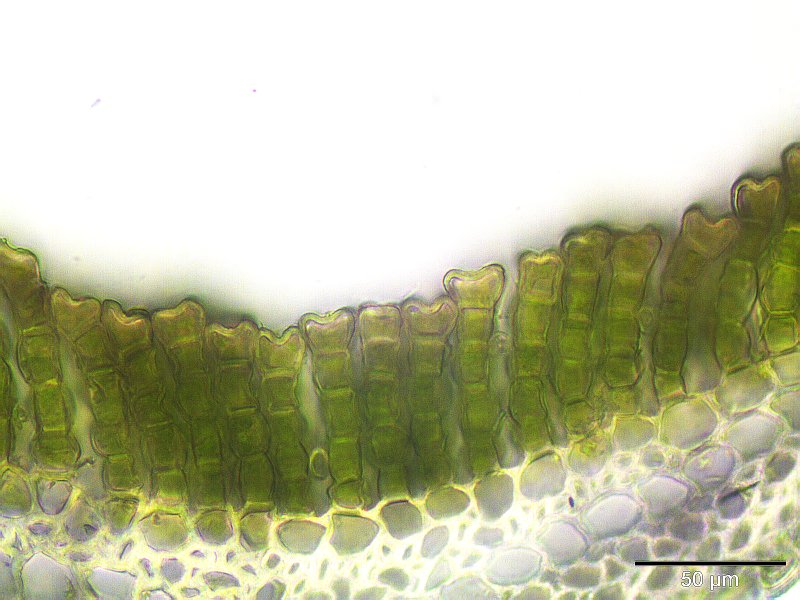
Corte fino de uma folha de Polytrichum commune mostrando lamelas fotossintéticas paralelas (x 400). A células verdes contém cloroplastos.

Polytrichum Hedw. é um género de musgos da classe Polytrichopsida que inclui as espécies conhecidas pelo nome comum de musgão. O género, com distribuição natural cosmopolita, inclui cerca de 70 espécies validamente descritas, com clara diferenciação de tecidos condutores de água (hidroma) o que confere a estes musgos características endo-hídricas.

## Descrição
O género Polytrichum agrupa um conjunto de espécies que se distinguem pelas características muitos distintivas e estreitamente relacionadas dos seus esporófitos, nomeadamente o seu aspecto hirsuto, com apêndices semelhantes as pequenos cabelos.
O nome científico do género é derivado do grego clássico tendo como etimologia as palavras polys, significando "muitos", e thrix, significando "cabelo". Este nome era utilizado em tempos antigos para designar plantas com folhas, caules ou outras partes com finas estruturas filiformes, semelhantes a cabelos, incluindo musgos, mas neste caso o nome é uma referência específica aos caliptrogénios semelhantes a cabelos encontrados nos esporófitos juvenis.
As espécies do género Polytrichum são geralmente agrupadas em suas secções: (1) a secção Polytrichum, com folhas erectas, estreitas, com margem dentada; e (2) a secção Juniperifolia, com folhas mais largas, inteiras, com margens agudamente inflexas que recobrem as lamelas na superfície superior da folha.
Os musgos do género Polytrichum são endo-hídricos, no sentido em que a água que os alimenta deve ser conduzida até à sua parte mais distal a partir da base da planta. Apesar dos musgos serem considerados plantas não vasculares, as espécies do género Polytrichum apresentam tecidos condutores de água claramente diferenciados. Um desses tecidos condutores de água, conhecido por hidroma, constitui a parte central, cilíndrica, do caule da planta, sendo constituído por células com diâmetro relativamente alargado, designadas por hidroides, que conduzem água. Este tecido é análogo em função e posição ao xilema nas plantas vasculares. O outro tecido condutor, conhecido por leptoma, rodeia o hidroma e é constituído por células mais pequenas, sendo um análogo funcional e morfológico do floema.
Outro aspecto característico do género é a presença de lamelas fotossintéticas paralelas na superfície superior das folhas. A maioria dos musgos apenas tem uma única camada de células na superfície foliar, mas os membros do género Polytrichum apresentam tecido fotossintético altamente diferenciado. Essa diferenciação é um exemplo de uma adaptação xeromórfica, ou seja uma adaptação à vida em condições de secura, algo que a maioria dos musgos não suporta.
Com essa adaptação à secura, ar húmido é aprisionado entre as filas de lamelas, com a célula terminal alargada a reter a humidade e a proteger as células fotossintéticas. Este arranjo minimiza a perda de água, dado que relativamente pouco tecido é exposto directamente ao ambiente externo ao mesmo tempo que as trocas gasosas com a atmosfera externa asseguram a fotossíntese. O microambiente entre as lamelas serve de habitat a um conjunto alargado de organismos microscópicos, entre os quais fungos parasitas e rotíferos. Para além disso, as folhas recurvam-se e enrolam-se em torno do caule quando as condições ficam demasiado secas, sendo esta outra adaptação xeromórfica. Especula-se que os dentes ao longo da margem da folha podem ajudar neste processo, ou talvez também contribuir para desencorajar o ataque às folhas por pequenos invertebrados.

## Classificação
O género Polytrichastrum foi separado de Polytrichum em 1971 com base na estrutura do peristoma, a estrutura que controla a libertação dos esporos.  Contudo, dados moleculares e morfológicos levaram a que em 2010 as espécies que constituíam o novo género fossem reintegradas em Polytrichum.
O género Polytrichum, na sua actual configuração, inclui, entre outras, as seguintes espécies:
| - Polytrichum appalachianum - Polytrichum alpinum - Polytrichum commune - Polytrichum formosum |  | - Polytrichum hyperboreum - Polytrichum juniperinum - Polytrichum longisetum - Polytrichum lyallii |  | - Polytrichum ohioense - Polytrichum pallidisetum - Polytrichum papillatum - Polytrichum piliferum |  | - Polytrichum sexangulare - Polytrichum sphaerothecium - Polytrichum strictum - Polytrichum swartzii |